# Kuš
Kuš je naziv za starovjekovnu kraljevinu odnosno pokrajinu u sjeveroistočnoj Africi koja obuhvaća područje današnjeg Sudana. Radi se o jednoj od najstarijih civilizacija uz rijeku Nil koja datira iz 1070. pr. Kr., a starogrčki i rimski izvori često je poistovjećuju s Nubijom ili Etiopijom. Drevni Kušiti su ostavili veliko civilizacijsko nasljeđe o čemu svjedoče brojna arheološka istraživanja, a najvažnije su svakako kušitske (nubijske) piramide. Glavni gradovi kraljevine Kuš bili su Napata i Meroe.

## Povijest
Prva kultura gornjeg toka rijeke Nil bila je Kerma kultura oko jednog od najranijih naselja na Nilu, gradu Kerma. Do 1750. pr. Kr. kraljevi Kerma su bili dovoljno snažni da organiziraju velike građevinske pothvate po uzoru na njihove sjeverne susjede Egipćane (gobnice i palače od adobea) kojima su nekoliko puta i ozbiljno zaprijetili. Novo egipatsko kraljevstvo (oko 1532. – 1070. pr. Kr.) se proširilo na jug i uništilo prvo Kušansko kraljevstvo za vladavine Tutmozisa I. (oko 1520. pr. Kr.).
Egipćani su ustanovili novo središte pokrajine Nubije, grad Napata, kako bi iskorištavale najvrijednije bogatstvo pokrajine - zlato, o čemu svjedoči i korijen egipatske riječi za zlato, nub po Nubiji. Jadna od najstarijih zemljovida na svijetu je Torinski papirus, koji je zapravo staroegipatski zemljovid rudnika zlata u Nubiji iz 1160. pr. Kr. 
Ubrzo su kraljevi Kuša prihvatili egipatsku religiju, koje su pomiješali s lokalnim običajima, o čemu svjedoče grobnice i hramovi Barkala. Kušansko kraljevstvo je čak okupiralo Egipat i vladalo njime kao 25. dinastija trećeg prijelaznog razdoblja starog Egipta. Najveći vladar ujedinjenog Egipatskog i Kušanskog kraljevstva, koje je bila najveća država starog vijeka u Africi, bio je faraon Taharka (690. – 664. pr. Kr.) koji je obnovio hram u Karnaku i izgradio najveće hramove i piramide u Nubiji. Za njegove vladavine Asirci su osvojili Egipat, ali je Kušansko carstvo nastvailo postojati dugo nakon toga.
Kuš je početkom 6. stoljeća pr. Kr. osvojio egipatski faraon Psamtik II., a stotinu godina kasnije osvaja je perzijski vladar Kambiz II. koji je u Kušu ratovao s Nubijcima, pa Kuš postaje perzijska satrapija.
Grad Meroe je dobio na važnosti za vrijeme kušanskog kralja Arrakkamanija (280. pr. Kr.), u vrijeme 22. dinastije trećeg prijelaznog razdoblja starog Egipta, kada je kraljevska nekropola iz grada Napata prebačena u Meroe. Kada je Rimsko Carstvo 23. pr. Kr. osvojilo Egipat, Kušansko kraljevstvo sa središtem u Meroeu se proširilo prema sjeveru u Egipat. U sukobima koji su uslijedili s Rimom, Kraljevstvo Meroe je bilo uspješnije i opustošilo je naselja u okolici Asuana, naposljetku su oba carstva utvrdila granicu kod otoka Samosa, gdje je Meroe potpisao (za njega jako povoljan) mirovni sporazum s carem Augustom.
Na vrhuncu moći kraljevi Meroea su vladali dolinom Nila u duljini od preko 1.000 km. Kraljevi su dijelili vlast s kraljicom-majkom (Kandake, titula koja se dugo zadržava u Nubiji i Etiopiji), a dvorjani su bili rizničari, čuvari pečata, vođe arhiva, glavni pisari i dr.
Kasnije je Kuš uglavnom bio nezavisna zemlja, a poznato je kako je u 1. stoljeću pr. Kr. kušitska konjica pomogla rimskom caru Vespazijanu da uguši pobunu Židova u Jeruzalemu. Civilizacija Kuša doživljava pad oko 350. godine, i više se ne spominje u povijesnim dokumentima. Pad Kušanskog kraljevstva obilježeno je pobjedničkom stelom neimenovanog vladara Aksuma (vjerojatno kralja Ezane) koja je podignuta u Meroeu. Prema njezinom natpisu na grčkom jeziku može se pretpostaviti da je "Kralj Aksumita i Omerita" (Kraljevstvo Aksum) vladao oko 330. godine. Dva druga natpisa na pismu geez su pronađena uz obližnje piramide i pretpostavlja se da potječu iz istog razdoblja.

## Poveznice
- Kušanska umjetnost

## Vanjske poveznice
- Dan Morrison: Ancient Gold Center Discovered on the Nile (National Geographic)
- Darije: Četiri carske liste, Livius.org  Arhivirana inačica izvorne stranice od 2. lipnja 2009. (Wayback Machine)
- Civilizacije u Africi: Kuš (Washington State University)  Arhivirana inačica izvorne stranice od 1. svibnja 2007. (Wayback Machine)
- Švicarska arheološka ekspedicija u Sudanu (Kerma)